# Melktert
Le melktert (/ˈmɛlktɛrt/, en afrikaans pour tarte au lait) est un dessert sud-africain créé à l'origine par les colons hollandais du Cap en Afrique du Sud composé d'une croûte de pâtisserie sucrée contenant une garniture de crème anglaise à base de lait, de farine, de sucre et d'œufs. Le rapport lait/œufs est plus élevé que dans une tarte portugaise à la crème anglaise traditionnelle, une tarte à la crème anglaise britannique ou une tarte aux œufs chinoise, ce qui donne une texture plus légère et une saveur de lait plus prononcée.
Le dessert est né parmi les colons de la colonie hollandaise du Cap au XVIIe siècle et on pense qu'il a évolué à partir du mattentaart hollandais, un dessert ressemblant à un cheesecake qui était inclus dans le livre de cuisine Een Notabel Boexcken Van Cokeryen (Un livre de cuisine remarquable) publié par Thomas van der Noot vers 1514. Certaines recettes nécessitent que la crème anglaise soit cuite dans la croûte, tandis que d'autres demandent que la crème anglaise soit préparée à l'avance, puis placée dans la croûte avant de servir. La cannelle est souvent saupoudrée sur sa surface, et le lait utilisé pour la crème anglaise peut également être infusé avec un bâton de cannelle avant la préparation. Un aliment de base lors des fêtes d'église et des industries domestiques, et courant dans les supermarchés sud-africains, le melktert peut être servi frais ou à température ambiante, ou légèrement réchauffé.